# 徳島縣護國神社
徳島縣護國神社（とくしまけんごこくじんじゃ）は徳島県徳島市雑賀町に鎮座する神社（護国神社）である。

## 祭神
戊辰戦争から第二次大戦に至る事変・戦争等の国難に準じた徳島県出身の戦死者三万四千三百余柱を祀り、相殿に徳島県出身の殉職自衛官二十余柱を祀る。

## 由緒
1879年（明治12年）9月、眉山公園に招魂社として創建された。1906年（明治39年）4月、徳島中央公園の徳島城跡に遷座。1939年（昭和14年）4月、徳島縣護國神社と改称する。
1945年（昭和20年）7月、徳島大空襲で社殿等焼失したが、1958年（昭和33年）に再建される。1978年（昭和53年）には御創社百周年記念として境内整備事業が行われた。
しかし、神社の境内が徳島市からの借地である上、史跡文化財保護地区のため諸問題があり、神社を移転することとなった。2000年（平成12年）雑賀町在住の篤志家・川﨑阿佐惠が社地を寄進。本殿・社務所を新築、拝殿・手水舎・慰霊碑等を移設し、2003年（平成15年）9月に遷座した。

## 境内社
大國神社
徳島縣護國神社の現在地への遷座より前の1981年（昭和56年）、川﨑阿佐惠が出雲大社より神像を拝戴し創建した。。

## 年中行事
- 夏期　みたま祭
- 8月15日　平和祈念祭（徳島阿波踊り有名連：天水連の奉納阿波踊りが奉納されるわれる）
- 11月1日　合祀祭
- 11月2日　例大祭